# جيمس د. هربرت
جيمس د. هربرت (بالإنجليزية: James D. Herbert)‏ هو مؤرخ أمريكي، ولد في 1 يونيو 1959 في الولايات المتحدة.